# كوزو شيويا
كوزو شيويا (باليابانية: 塩屋浩三) مواليد 18 أغسطس 1955 في كاغوشيما، اليابان، هو مؤدي أصوات ياباني.

## الأعمال

### مسلسلات أنمي
- يوغي 5Ds
- سلام دانك
- ينبوع الأحلام
- ون بيس
- ناروتو
- البدلة المتنقلة جاندام سيد
- دراغون بول جي تي
- دراغون بول
- ديجيمون حروب اتحاد الوحوش الرقمية
- المذنب الأزرق إس بي تي لايزنير
- كود-إي - كيسوكي إيبيهارا

### أوفا أنمي
- بلاك ماجك - باكو

### ألعاب فيديو
- القنفذ سونيك
- ميتال غير سوليد 3: سنيك إيتر
- ميتال غير سوليد 2: سنز أوف لبرتي

## روابط خارجية
- كوزو شيويا على موقع IMDb (الإنجليزية)
- كوزو شيويا على موقع ميوزك برينز (الإنجليزية)
- كوزو شيويا على موقع ميوزك برينز (الإنجليزية)
- كوزو شيويا على موقع قاعدة بيانات الفيلم (الإنجليزية)